# Tillandsia cereicola
Espèce
Classification phylogénétique
Tillandsia cereicola Mez est une espèce de plantes à fleurs de la famille des Bromeliaceae.
Le terme cereicola, qui signifie « habitant des cierges », se réfère au fait que cette plante se développe souvent en épiphyte sur les grands cactus colonnaires.

## Protologue et Type nomenclatural
Tillandsia cereicola Mez, in Repert. Spec. Nov. Regni Veg. 3: 34 (1906)
Diagnose originale :
« Foliis multis dense utriculatim rosulatis, utrinque lepidibus e majoribus, subadpressis obtectis ferruginascenti-incanis; inflorescentia pendula, e spicis 3-4 +/- 18-floris, valde elongatis subpinnatim composita; bracteis florigeris manifeste imbricatis axinque fere omnino obtegentibus chartaceis, glabris, sepala longe superantibus; floribus strictissime erectis; sepalis subaequaliter liberis; petalis violaceis (ex Weberbauer!), quam stamina brevioribus; stylo perlongo. »
Type : leg. A. Weberbauer, n° 3025 ; « in regionibus apertis alt. 2200 m, prope Caraz, dept Ancachs, 21. Majo florens » ; Holotypus B (Herb. Berol.).

## Synonymie

### Synonymie nomenclaturale
- (aucune)

### Synonymie taxonomique
- Vriesea cereicola (Mez) L.B.Sm[2].

## Distribution
- Amérique du sud :
  -  Pérou
    - Ancash[1]